# Нардевани
Нардевани (груз. ნარდევანი, арм.Նարդևան) − армянское село в Грузии, муниципалитет Цалка. Расположено в 76 км к западу от Тбилиси.
1055 чел. (2014 г.), в том числе 99 % — армяне.
Церковь построен в 1860-м году, армянскими мастерами. Жители села переехали в 1828-м году из Османской Турции (Западная Армения) из одноимённого села, который находился в Эрзрумском вилаете (арм-Карин).
В Нардевани находится циклопическая крепость, которое местные жители называют «кала».
«Над селением (Нардевани) обширная крепость, построенная из больших рваных камней без цемента. Это — настоящая циклопическая постройка. В ней могут укрываться все жители селения. Камни крепости из чёрного вулканического туфа».
На западной стороне села находится гора Сурб Ованнес (2660 м.). На вершине горы построена армянская часовня. Местная армянская молодежь совершает паломничество в часовню ночь Вартавара. В окрестностях Нардевана так же имеются множество древних развалин и места поклонения. Особенно почитаем Луйсахбюр (Святой источник).
Население занимается земледельчеством и скотоводством. Выращивают картошку, капусту и пшеницу.
После развала Советского Союза начался отток населения. Эмигрируют в основном в Россию и Армению.